# Рытхэу, Юрий Сергеевич
Ю́рий Серге́евич Рытхэ́у (чук. Рытгэв; 8 марта 1930[…], Уэлен, Дальневосточный край — 14 мая 2008[…], Санкт-Петербург) — советский, российский и чукотский писатель, переводчик. Писал на чукотском и русском языках.

## Биография
Родился 8 марта 1930 года в посёлке Уэлен Дальневосточного края (ныне Чукотский автономный округ) в семье охотника-зверобоя, а его дед был шаманом. При рождении мальчику дали имя Рытгэв, что в переводе с чукотского рытгэватъё означает «забытый». Фамилии и отчества у чукчей не использовались. Поскольку для получения паспорта необходимо было указать имя и отчество, Рытхэу взял русские имя и отчество, записав своё чукотское имя фамилией.
Окончил семилетнюю школу в Уэлене. Школьным учителем Рытхэу был Иван Иванович Татро, воспоминания о котором присутствуют в произведениях писателя (например, в книге «Под сенью волшебной горы», «Время таяния снегов» и других). Рытхэу хотел продолжить обучение в Институте народов Севера, но по возрасту не попал в число тех, кто получил направление в этот вуз. Поэтому он решил самостоятельно поехать в Ленинград на обучение. Этот путь растянулся на несколько лет. Для того, чтобы заработать средства на проезд и жизнь, будущий писатель нанимался на разные работы: был матросом, работал в геологической экспедиции, участвовал в зверобойном промысле, был грузчиком на гидробазе.
Переехав в Анадырь, поступил в училище. В 1947 году начал печататься в анадырской окружной газете «Советская Чукотка», где публиковал свои первые очерки и стихи. В Анадыре встретился с ленинградским учёным Петром Скориком, который возглавлял лингвистическую экспедицию. Тот помог молодому писателю добраться до Ленинграда.
Учился на филологическом факультете ЛГУ имени А. А. Жданова с 1949 по 1954 год. Писателю было чуть больше 20 лет, когда его рассказы появились в альманахе «Молодой Ленинград», а чуть позже — в журналах «Огонёк», «Молодой мир», «Дальний Восток», молодёжной газете «Смена» и других периодических изданиях. В 1953 году в издательстве «Молодая гвардия» вышел его первый сборник рассказов на русском языке «Люди нашего берега» (перевод с чукотского А. Смоляна). В период своего студенчества Юрий Рытхэу активно занимался переводческой деятельностью, переводил на чукотский язык сказки Александра Пушкина, рассказы Льва Толстого, произведения Максима Горького и Тихона Сёмушкина. В 1954 году Рытхэу был принят в Союз писателей СССР. Через два года в Магадане был издан его сборник рассказов «Чукотская сага», который принёс писателю признание не только советских, но и зарубежных читателей. С 1967 года — член КПСС.
После окончания Ленинградского государственного университета несколько лет жил в Магадане. Работал корреспондентом газеты «Магаданская правда». Потом переселился в Ленинград, где прожил почти всю жизнь. Писатель много путешествовал, ему удалось побывать за границей во многих странах мира с творческими поездками, культурными и дружескими визитами. Благодаря свободному владению английским языком читал по приглашению лекции в американских университетах. Некоторое время работал в ЮНЕСКО. 
Живя в Ленинграде (Санкт-Петербурге), Юрий Рытхэу неизменно два раза в год приезжал на Чукотку.
После распада СССР в новых постсоветских странах Юрия Рытхэу перестали печатать. Оказавшись в затруднительном положении, писатель выразил намерение эмигрировать в США, однако через Чингиза Айтматова он познакомился с немецким книгоиздателем Люсьеном Лайтисом, который заключил с писателем контракт на издание его произведений на немецком языке и стал его литературным агентом. Произведения Рытхэу стали выходить во многих странах мира: Франции, Финляндии, Нидерландах, Италии, Германии, Испании, Японии и других. Тираж немецкоязычных книг только одного издательства составил четверть миллиона экземпляров. В России сложилась противоположная ситуация, последняя книга писателя «Путешествие в молодости» вышла в 1991 году. С начала 2000-х годов, на средства губернатора Чукотского автономного округа Романа Абрамовича, произведения Рытхэу стали издавать малыми тиражами и в России, но в свободную продажу книги не попадали из-за того, что весь тираж вывозился в Чукотский АО. Первой такой книгой было произведение «В зеркале забвения». Последнее произведение Ю. Рытхэу — «Дорожный лексикон» — вышло в 2010 году.
Скончался Ю. С. Рытхэу в Санкт-Петербурге 14 мая 2008 года от продолжительной болезни (миелома). Похоронен на кладбище в посёлке Комарово рядом с могилой жены.

#### Семья
Жена — Галина Петровна Рытхэу (1931—2003), в детстве пережила блокаду.
У Юрия Сергеевича и Галины Петровны Рытхэу — трое детей: дочь Ольга, сыновья Сергей — мастер декоративно-прикладного искусства, Александр — журналист.

## Творчество
Все произведения Юрия Рытхэу связаны с жизнью представителей его народа — чукчей:
- сборники рассказов «Люди нашего берега» (1953), «Имя человека» (1955), «Чукотская сага» (1956), «Прощание с богами» (1961), автобиографическая трилогия, рассказывающая о жизни целого поколения;
- романы «В долине Маленьких Зайчиков» (1962), «Айвангу» (1964), «Ленинградский рассвет» (1967), «Самые красивые корабли» (1967), «Сон в начале тумана» (1970), «Иней на пороге» (1971), «Белые снега» (1975), «Конец вечной мерзлоты» (1977), «Магические числа» (1986), «Остров надежды» (1987), «Интерконтинентальный мост» (1989), «В зеркале забвения» (2001), «Чукотский анекдот» (2002), «Скитания Анны Одинцовой» (2003), «Последний шаман» (2004), «Под Созвездием Печали» (2007);
- повести «Нунивак» (1963), «Волшебная рукавица» (1963), «Анканау» (1964), «Голубые песцы» (1964), «Вэкэт и Агнес» (1972), «Метательница гарпуна» (1973), «Дорога в Ленинград» (1974), «Полярный круг» (1977), «След росомахи» (1977), «Тэрыкы» (1980), «Ирвытгыр, или Повесть-путешествие во времени и пространстве по Берингову проливу» (1980), «Прямо в глаза…» (1985), «Зов любви» (1986), «Путешествие в молодость, или Время красной морошки» (1991), «У Оленьего озера» (1991), «Унна» (1992), «Под созвездием печали» (2007);
- очерки, сборник детских стихов «Медвежий компот» (1965);
- героическая драма «Мария Милюнэ» (1985), лирическая комедия «Месячник трезвости» (1986);
- киносценарии к фильмам «Самые красивые корабли» (1967), «След росомахи» (1978), «Когда уходят киты» (1981);
- автобиографическая проза «Дорожный лексикон» («Моржовые зубы», 2008).

Произведения Юрия Рытхэу переведены на многие языки народов СССР и иностранные языки. На его стихи композитор Эдуард Артемьев создал вокально-инструментальную сюиту «Тепло Земли».

## Награды и премии
- орден Трудового Красного Знамени (16.11.1984)
- орден Дружбы народов (07.03.1980)[14]
- орден «Знак Почёта» (28.10.1967)
- Государственная премия РСФСР имени М. Горького (1983) за роман «Конец вечной мерзлоты» (1977)
- Лауреат международной премии «Гринцане Кавур» (1983, Италия)
- Лауреат международной премии «Свидетель Мира» (2000, Франция) за повесть «Унна» (1992)[15]
- заслуженный деятель культуры Польши
- Почётный диплом Законодательного Собрания Санкт-Петербурга (02.03.2005) — за выдающийся личный вклад в литературу и развитие культуры в Санкт-Петербурге и в связи с 75-летием со дня рождения[16].

## Экранизации
- 1973 — «Самые красивые корабли» (режиссёр — Анатолий Ниточкин)
- 1978 — «След росомахи» (режиссёр — Георгий Кропачёв)
- 1981 — «Когда уходят киты» (режиссёр — Анатолий Ниточкин)
- 1994 — «Сон в начале тумана» (режиссёр — Барас Халзанов)

## Участие в фильмах

### Игровое кино
- 1973 — «Самые красивые корабли» — Мрэн, дядя Вэкета

### Документальное кино
- 1982 — «Искусство России»
- 1984 — «Путь к восходу. История освоения Сибири и Дальнего Востока»
- 1992 — «Я есть»

### Телевидение
- 1982 — «Клуб путешественников: Путешествие по Чукотке», ЦТ СССР

## Память
- Губернатор Чукотки Александр Назаров в 1998 году учредил прижизненную литературную премию имени Рытхэу. Впоследствии она стала присуждаться раз в два года (была двухэтапная) по результатам межрегионального конкурса литераторов Севера (до 100 авторов) на соискание премии им. Ю. С. Рытхэу в номинациях: «Проза», «Поэзия», «Публицистика» (добавлялись: «Детская и подростковая литература», «Сохранение культуры и языков коренных малочисленных народов Севера, Сибири и Дальнего Востока РФ»), связанных с проблемами Крайнего севера[17][18][19]. Лауреаты получают денежную премию, диплом и статуэтку из моржового клыка. Денежный эквивалент — 30 тысяч рублей.
- Третье воскресенье марта — День литературы народов Севера (фестиваль «Дни литературы народов Севера»), на котором и вручают премию им. Рытхэу)[18][20].
- В 2011 году в центре Анадыря установлен бронзовый памятник Юрию Рытхэу скульптора Александра Рукавишникова, на месте памятника Ленину[21].
- 31 мая 2019 года международному аэропорту Анадырь (Угольный) присвоено имя Ю. С. Рытхэу[22].